# Endochironomus albipennis
Endochironomus albipennis är en tvåvingeart som först beskrevs av Johann Wilhelm Meigen 1830.  Endochironomus albipennis ingår i släktet Endochironomus och familjen fjädermyggor. Arten är reproducerande i Sverige. Inga underarter finns listade i Catalogue of Life.